# 印尼異齒䲁
印尼異齒䲁（學名：Ecsenius polystictus），又稱印尼無鬚䲁，為輻鰭魚綱鳚形目䲁科異齒䲁屬的一種，分布於東印度洋印尼海域，深度5至15公尺，本魚體延長，稍側扁，似圓柱狀；頭鈍短。前鼻孔具一鼻鬚；無眼上鬚及頸鬚，後犬齒，兩側各一個，側線無垂直孔對，體色棕褐色，背部有一排黑色斑點或短條紋，條紋之間有白色斑點，中間有一排白色虛線，下側有第二排短深色條紋，體長可達4.2公分，棲息在水淺的珊瑚礁，雌魚產附著性卵，雄魚有護卵行為，幼魚為浮游性，生活習性不明。